# 原発をめぐるリトアニアの国民投票

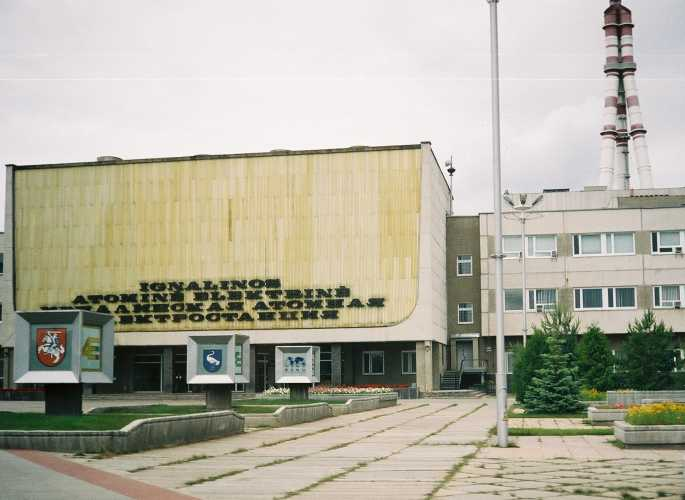
イグナリナ原子力発電所

イグナリナ原子力発電所をめぐるリトアニアの国民投票（イグナリナげんしりょくはつでんしょをめぐるリトアニアのこくみんとうひょう、リトアニア語: Referendumas dėl Ignalinos atominės elektrinės darbo pratęsimo）は、2008年10月12日に実施されたリトアニアの国民投票である。
議会選挙と同時に行われた。リトアニアは欧州連合加盟条約においてイグナリナ原子力発電所の操業停止が決められていたが、電力供給の必要性から操業続行が問われていた。
今回の国民投票で、有権者は「私は、技術的に安全である期間において、また新たな原子力発電所の建設が完了するまでの間において、イグナリナ原子力発電所が操業を続行することに賛成します」という文に対して投票していた。
なお、この国民投票は投票率が 48.43 % にとどまり、規定の 50 % に満たなかったために無効となった。

## 投票結果
| 選択                   | 票数      | %                      | %                    |
| 選択                   | 票数      | 全有効票 に対する 割合 | 全投票 に対する 割合 |
| ---------------------- | --------- | ---------------------- | -------------------- |
| 賛成                   | 1,156,738 | 91.40                  | 88.58                |
| 反対                   | 108,798   | 8.60                   | 8.33                 |
| 無効票                 | 40,249    | —                      | 3.08                 |
| 合計（投票率 48.43 %） | 1,305,825 | 100.00                 | 100.00               |